# Гейтем Кенвей
Гейтем Е. Кенвей (англ. Haytham E. Kenway) — вигаданий персонаж серії відеоігор Assassin's Creed компанії Ubisoft. Він представлений як фальшивий головний герой Assassin's Creed III (2012), у якому гравці керують ним протягом перших розділів гри, перш ніж виявляється справжнім антагоністом. Гейтам також виконує роль другорядного персонажа в Assassin's Creed Rogue (2014), дія якого розгортається між його ігровими розділами в Assassin's Creed III і останньою частиною гри, а його передісторія далі досліджується у романі Assassin's Creed: Forsaken. В іграх його озучуює актор Едріан Гаф за допомогою зйомки перформансу.
В рамках альтернативної історичної обстановки серії Гейтам народився в 1725 році як син Едварда Кенвея, одного з провідних членів Британського братства вбивць і головного героя гри-приквела Assassin's Creed IV: Black Flag (2013). Після вбивства його батька в 1735 році його маніпуляціями змусили приєднатися до Ордену тамплієрів, заклятих ворогів асасинів, і зрештою він став одним із провідних членів Ордену як великий магістр північноамериканського колоніального обряду . Під керівництвом Гейтама тамплієри знищують більшість колоніальних асасинів, ставши домінуючою силою на континенті, і намагаються побудувати нову націю під своїм правлінням, маніпулюючи подіями за лаштунками, такими як початок Війни за незалежність США. Протягом цього часу Гейтам народжує сина Радунхагейду / Коннора від індіанської жінки, яка, у свою чергу, приєднується до Асасинів і скасовує більшість роботи свого батька. Хоча Гейтам і Конор ненадовго стають союзниками та розглядають можливість об'єднання своїх орденів, вони обидва зрештою розуміють, що мир між асасинами та тамплієрами неможливий, і їхній конфлікт завершується смертю Гейтама від рук Конора у 1781 році.
До виходу Assassin's Creed III не рекламували як ігрового персонажа, щоб здивувати гравців. Поворот, коли гравці фактично керували тамплієром протягом першої третини гри, був високо оцінений за його кмітливість і за те, що вперше в серії гравці мали змогу відчути точку зору тамплієрів у сюжетній лінії, хоча деякі критикували включення послідовностей Гейтама для того, щоб зашкодити темпу гри. На відміну від свого сина Конора, який викликав розбіжності, Гейтама добре сприйняли за його чарівність і складність, і він вважається одним із найкращих лиходіїв у франшизі.

## Створення
Включення Гейтама як ігрового персонажа трималося в секреті від преси та було відомо лише команді розробників, а вся реклама зосереджувалася виключно на Конорі. Озираючись на гру в 2019 році, Алекс Хатчінсон, креативний директор Assassin's Creed III, назвав рішення зробити Гейтама несподіваним головним героєм першої третини гри як ефективну ідею для залучення гравців у розповідь. Він також пропонує свіжий погляд на конфлікт між асасинами та тамплієрами, оскільки Гейтам є першим тамплієром у серії. Однак він зауважив, що арка його персонажа була надто довгою, оскільки не було часу на широке тестування продукту, що призвело до деякої негативної реакції з боку гравців. За словами сценариста серіалу Сьюзан Патрік, у грі «Rogue» наголос у його ролі було зроблено на тому, що він є зразком для наслідування для Шая Патріка Кормака, який став тамплієром, оскільки вони обидва мали схоже минуле, тоді як одна з головних цілей гра мала показати відсутні глави в житті Гейтама. Адріан Гаф, актор, який виконав голос і захоплення руху Гейтама, зазначив, що сценарій був дуже хорошим для персонажа, і визнав, що команда розробників дала йому художню свободу, щоб створити персонажа власним, зрештою вважаючи його продуктом своєї гри як а також написання та анімація.
Дарбі Макдевітт, режисер оповідання частини серії Assassin's Creed Valhalla 2020 року, знайшов можливість включити відсилання на Гейтама у грі. Нагадавши, що деякі фанати відгукнулися про те, що Гейтам звучить як арабське ім'я, Макдевітт запропонував «Гейтам або Гітам» для імені другорядного персонажа, який повертає Прихованих до Англії під час подій у Вальгаллі, яка служить внутрішнім всесвітом. підставою для ймовірного рішення Едварда Кенуея назвати свого сина.

## Біографія
Гейтам народився у 1725 році у Лондоні у сім'ї колишнього пірата, який став майстром-убивцею Едварда Кенвея та його другої дружини Тесси. Він належав до британської знаті та виховувався усамітнено від інших дітей, навчаючись бути вбивцею з раннього віку. Однак це змінилося у 1735 році, коли Едвард був убитий невідомими, які увірвалися до їхнього будинку однієї ночі. Зведена сестра Гейтама, Дженніфер, була викрадена під час плутанини, а Гейтам був змушений вперше вбити, щоб врятувати свою матір. Знайомий Едварда Реджинальд Бірч, невідомий йому тамплієр і відповідальний за напад, був призначений законним опікуном Гейтама і взяв його в невдалий квест по всій Європі, щоб знайти Дженніфер, під час якого Гейтам був навчений способам тамплієрів, зрештою приєднавшись в орден 1744 р.
У 1754 році Бірч доручив йому відправитися в Тринадцять колоній після того, як він отримав від Асасинів «Фрагмент Едему», потужний артефакт, створений втраченою расою Попередників, щоб знайти храм Попередників, який також, як вважалося, відкрив. як встановлення присутності Ордену на континенті як нового великого магістра колоніального обряду Ордену тамплієрів. Завербувавши Чарльза Лі, Вільяма Джонсона, Томаса Хікі, Бенджаміна Черча та Джона Піткерна, Гейтам успішно створив базу Ордену на континенті після вбивства свого колишнього соратника Едварда Бреддока. Однак його пошуки знайти храм, який мав відкрити його Фрагмент Едему, виявилися невдалими. У цей час у нього були короткі стосунки з корінною американською жінкою, Гадзідзіо (або «Дзіо»), в результаті чого остання залишилася вагітною їхнім сином, Радунхагейду. Гейтам покинув Дзіо, щоб зосередитися на своїх тамплієрських справах до народження їхнього сина, і дізнався про його існування лише набагато пізніше.
Гейтам повернувся до Європи у 1757 році, щоб продовжити пошуки Дженніфер, що зрештою привело його до Османської імперії, де він звільнив її від работорговців. Після того, як вона відкрила йому, що Бірч стоїть за загибеллю їхньої сім'ї, він очолив напад на його маєток, де Бірч був убитий, а Гейтам був важко поранений.
Після одужання від поранень він повернувся до колоній, де поширив вплив тамплієрів. З 1758 по 1760 рік він працював із колишнім асасином, який став тамплієром, Шеєм Патріком Кормаком, щоб не дати асасинам отримати доступ до місць Попередників, які могли призвести до руйнівних землетрусів, зрештою знищивши колишнього першого помічника свого батька та товариша-вбивцю Адевале після Облоги Луїсбурга. Оскільки асасини відмовилися припинити полювання на місця Попередників, Гейтам і Шей зрештою зіткнулися з рештою асасинів на місці Попередників в Арктиці, де колоніальне Братство асасинів було розгромлено, а їхній лідер, Ахіллес Девенпорт, покалічений Гейтамом.
Знищивши асасинів і зробивши тамплієрів домінуючою силою на континенті, головною метою Гейтама протягом наступних двох десятиліть була заміна британського колоніального панування та створення нової держави, де ідеали тамплієрів стануть законом. Однак його спроби були зірвані його сином, тепер відомим як Конор, якого Ахіллес навчив як вбивцю, щоб помститися тамплієрам, яких Конор звинувачував у нападі на його селище, у якому загинула його мати. Його колеги-тамплієри вирішили не розповідати Гейтаму про напад, знаючи, що новина про смерть Сильно вплине на нього, але коли їх допитали для отримання подробиць, вони показали, що це було наказано Джорджем Вашингтоном. Новина про народження сина приголомшила Гейтама, який розривався між своєю вірністю Ордену та новим почуттям батьківської відповідальності. Коли пізніше тамплієри підставили Конора у змові з метою вбити Вашингтона, Гейтам, не бажаючи мати на сумлінні смерть свого сина, таємно врятував його від страти.
У 1778 році Гейтам і Конор офіційно зустрілися й уклали нестабільний альянс, щоб вистежити колишню тамплієрську Церкву Бенджаміна та сприяти Революції. Усвідомлюючи, що його син може стати важливою перевагою, якщо його навернуть до тамплієрів, Гейтам скористався цією можливістю, щоб навчити його справжнім цілям і мотивам Ордену, і зрештою розповів йому правду про напад Вашингтона на його плем'я, сподіваючись налаштувати Конора проти останнього. Однак це мало протилежний ефект, оскільки Конор почав недовіряти як Гейтаму, так і Вашингтону та розірвав з ними зв'язки, але продовжував підтримувати Континентальну армію.
Зрештою, визнавши, що він не зможе перетворити свого сина на тамплієра, і усвідомивши загрозу, яку він становить для Ордену, Гейтам вирішив зробити все можливе, щоб перешкодити йому знищити те, що залишилося від колоніальних тамплієрів. У 1781 році, правильно передбачивши, що Конор націлиться на свого останнього союзника, Чарльза Лі, який залишився, Гейтам відправив останнього геть, віддавши йому на зберігання свій Фрагмент Едему, і чекав прибуття його сина у Форт-Джордж. Коли Коннор проник у форт, сподіваючись знайти Лі, Гейтам влаштував йому засідку, але врешті його переміг Конор, який смертельно поранив його. Перед смертю Гейтам висміяв Конора та його ідеали вбивці, сказавши, що не шкодує про свої вчинки, але визнав, що все ще пишається зростанням свого сина і що йому слід було вбити його набагато раніше. Через деякий час після смерті Гейтама Конор відновив свій щоденник, у якому перший розповів, що не сподівався пережити свою останню конфронтацію з Конором і що він хотів, щоб його син мав його щоденник, щоб той міг краще зрозуміти його точку зору і, можливо, пробачити його, маючи на увазі, що Гейтам дозволив Конору вбити його.

## Інші появи
Крім Assassin's Creed III і Rogue, Гейтам з'явився епізодично в кількох інших іграх серії. У Assassin's Creed IV: Black Flag, де бере участь його батько Едвард, він з'являється як маленька дитина в сцені після титрів, тоді як вигадана дочірня компанія з відеоігор Abstergo Industries вважає його придатним як головного героя відеоігри, що захищає тамплієрів ідеалів, завдяки чому його вважають одним із найвидатніших тамплієрів в історії. Ця ідея втілилася в Assassin's Creed Unity, де на початку гри можна побачити вигадану відеогру The Lone Eagle з ним у головній ролі. Разом із кількома іншими персонажами тамплієрів із серіалу Гейтам з'являється в онлайн-рольовій колекційній картковій грі Assassin's Creed Memories 2014 року.

## Рецепція
Гейтама добре сприймали як персонажа, і його часто контрастували з його сином Конором, який сприймався змішано або негативно. У сучасній рецензії на Assassin's Creed III для PC Gamer Кріс Терстен назвав Гейтама хорошим лиходієм, але також зазначив, що «сценаристи, здається, люблять Гейтама більше, ніж їх уявну головну роль Коннора». Однак чимало сучасних рецензентів відмовлялися детально розповідати про Гейтама, щоб не псувати сюжету про те, що він, тамплієр, є першим героєм гри. Алекс Хатчінсон, креативний директор Assassin's Creed, зазначив, що персонаж зіткнувся з деякою негативною реакцією як несподіваний герой через те, що його дуга надто довга, але зазначив, що він залишається фаворитом фанатів, потрапляючи в інші частини та продаючи багато фігурок, тоді як GamesRadar+ оцінив цей крок як «сміливий» у списку найбільш задовільних змін персонажів в іграх.
IGN включив Гейтема до числа найкращих нових персонажів відеоігор 2012 року, стверджуючи, що «жодна людина не є настільки хитрою, поступливою та зухвалою, як Гейтам Кенвей». У 2020 році IGN Brasil назвав Гейтама другим найкращим лиходієм у франшизі. У рейтингу всіх персонажів Assassin's Creed від PC Gamer, Хейтем посів набагато вище, ніж Коннор (який фінішував останнім), а також затьмарив свого батька Едварда, причому рецензент порівняв його з Джеймсом Бондом, зазначивши, що «його жорстокість приносить йому радість грати ним», на відміну від Коннора. У подібному рейтингу Гейтем посів сьоме місце у списку десяти найкращих персонажів серіалу, де його роль «чудового лиходія» була гарним контрастом із головним героєм гри, а Гейтам був одним із «найхаризматичніших персонажів, помічених у Assassin's Creed на сьогоднішній день», тоді як німецьке видання GamePro віднесло його до десяти найбільших героїв франшиз, які відзначили, що його моральна неоднозначність і складність змусили гравців задуматися про природу Ордену Тамплієрів вперше в серії. історії. Подібним чином GameRevolution включив Гейтама до списку «лиходіїв відеоігор, які насправді мали рацію», особливо щодо його бачення ідеальної держави.
Адріан Гаф, актор озвучення, який зіграв Гейтама, був номінований на премію BAFTA Games Award у категорії «Виконавець» на 9-й церемонії вручення нагород Британської академії ігор за його образ. В інтерв'ю актор відзначив позитивну реакцію шанувальників, яку отримав його персонаж, особливо щодо косплею.
Обговорюючи, яких персонажів варто включити в майбутній серіал Netflix, заснований на відеоіграх, Метью Агілар з Comicbook.com віддав перевагу Гейтему, відзначивши його чарівність і передісторію, назвавши його одним із найцікавіших лиходіїв у серіалі.

## Аналіз
Пишучи для Heavy, Пол Мікін зазначив, що Орден тамплієрів прагне контролю над урядами, фінансами та повсякденним життям людей, які вони вважають «надто небезпечними для себе, щоб їм довіряти», оскільки вони вважають, що це найкраще рішення для нібито саморуйнівна природа людства; він виділив цитату Гейтама з Assassin's Creed III, де персонаж стверджує, що людській природі властиво говорити, у що вірити і як вірити. Нік Дінікола з PopMatters зауважив, що хоча тамплієри можуть виховати хороших лідерів, насправді їхньою справжньою метою є консолідація влади для особистої вигоди: сам Хейтам «співчуває біді тих, хто під ним, але він серед жахливої компанії: двох тиранів і работорговець». Стосовно свого становища та спадщини в Ордені Дінікола звернув увагу на внутрішньоігрову пропаганду тамплієрів, представлену в Rogue, яка стверджує, що Гейтема «вбив син, який не міг оцінити мудрість його прагматичного, сліпого до раси. підхід до політики та особистого життя» як приклад того, як тамплієри використовують своє становище влади, щоб переписати історію та рекламувати себе у більш сприятливому світлі.